# Rebecca Giddens
Rebecca Giddens (n. 19 septembrie 1977, Green Bay, Wisconsin, SUA) este o caiacistă ce a reprezentat Statele Unite ale Americii, medaliată olimpică. A participat la 2 ediții ale Jocurilor Olimpice (2000, 2004) în care a câștigat o medalie de argint.